# Felix Salzer
Felix Salzer (geboren 13. Juni 1904 in Wien, Österreich-Ungarn; gestorben 1986 in New York, NY) war ein austroamerikanischer Musiktheoretiker, Musikwissenschaftler und Musikpädagoge.

## Leben
Die Eltern von Felix Salzer waren der Arzt Max Salzer und Helene Wittgenstein, Schwester des Philosophen Ludwig Wittgenstein und des Pianisten Paul Wittgenstein. An der Universität Wien studierte Felix Salzer Musikwissenschaft bei Guido Adler und promovierte mit einer Dissertation über die Sonatensatzform bei Franz Schubert. Gleichzeitig studierte er Musiktheorie und Musikanalyse bei Heinrich Schenker (1868–1935) und Hans Weisse. Von 1935 bis 1938 war er Professor am Neuen Wiener Konservatorium.
1939 emigrierte Salzer in die USA und wurde 1940 amerikanischer Staatsbürger. Von 1940 bis 1956 und erneut von 1962 bis 1964 lehrte er am Mannes College of Music in New York City. Er ist insbesondere bekannt als Verfasser des Buches Structural Hearing. Tonal Coherence in Music, das auf Deutsch unter dem Titel  Strukturelles Hören. Der tonale Zusammenhang in der Musik erschien (in 2 Bänden) und  Schenkers musikanalytischer Methode verhaftet ist. Salzer war seit 1939 mit Hedwig Lindtberg (der Schwester von Leopold Lindtberg) verheiratet.

## Publikationen (Auswahl)
- Sinn und Wesen der abendländischen Mehrstimmigkeit. Saturn-Verlag, Wien, 1935
- Structural Hearing. Tonal Coherence in Music. 1952

Strukturelles Hören. Der tonale Zusammenhang in der Musik. Band 2. Noetzel Wilhelmshaven 1960
Strukturelles Hören. Der tonale Zusammenhang in der Musik, Band 1. Heinrichshofen, Wilhelmshaven 1977
- mit Carl Schachter: Counterpoint in Composition: The Study of Voice Leading.